# Beigang
Beigang (北港鎮S, BěigǎngP) è un comune di Taiwan, situato nella provincia di Taiwan e nella contea di Yunlin.